# باتريك فيليبس
باتريك فيليبس (بالإنجليزية: Patrick Phillips)‏ هو مترجم وشاعر أمريكي، ولد في 30 يوليو 1970 في الولايات المتحدة.

## وصلات خارجية
- الموقع الرسمي